# Alternativet
Alternativet er et dansk politisk parti, stiftet af det tidligere radikale folketingsmedlem og kulturminister Uffe Elbæk i 2013. Partiet blev præsenteret for offentligheden den 27. november 2013 på et pressemøde på Christiansborg af Uffe Elbæk og Josephine Fock. Uffe Elbæk var ved stiftelsen partiets politiske leder. Alternativets partibogstav er Å.
Ved Folketingsvalget 2015 opnåede Alternativet 4,8 % af stemmerne og blev derved det sjettestørste parti med 9 mandater i Folketinget. Alternativet deltog for første gang i Europa-Parlamentsvalg ved valget i maj 2019, men opnåede ikke stemmer nok til at få et medlem valgt. Ved det følgende Folketingsvalg i juni 2019 opnåede partiet 3,0% af stemmerne og mistede derved 4 mandater.
Den 16. december 2019 meddelte partiets politiske leder, Uffe Elbæk, at han ville træde tilbage på et ekstraordinært landsmøde med afholdelse 1. februar 2020. Her blev Josephine Fock valgt som ny politisk leder. Valget af Josephine Fock udløste imidlertid uro i partiet, og fire af partiets fem folketingsmedlemmer trak sig fra partiet. Den 14. november 2020 meddelte Josephine Fock, at hun trak sig som politisk leder med øjeblikkelig virkning, da opgaven med at samle partiet var for svær. Trine Aslaug Hansen har siden august 2021 været forperson for partiets hovedbestyrelse.
Alternativet opfatter sig ikke blot som et parti, men også som en politisk bevægelse og en kulturel stemme. Ifølge partiets manifest sætter det personlig frihed, social værdighed og levende, bæredygtige fællesskaber i højsædet. Partiet ønsker at tage afsæt i de seks kerneværdier mod, generøsitet, gennemsigtighed, ydmyghed, humor og empati. Derudover har Alternativet seks debatdogmer, som ifølge partiet skal tjene til at forbedre den politiske kultur.

## Historie

### Stiftelse
To måneder inden offentliggørelsen af det nye parti havde Uffe Elbæk meldt sig ud af Radikale Venstre. I mellemtiden havde han arbejdet med at forberede partistiftelsen. Partinavnet Alternativet blev godkendt af Valgnævnet under Økonomi- og Indenrigsministeriet med virkning fra 18. december 2013.
Partiet valgte 10 spidskandidater til næste folketingsvalg på et ekstraordinært årsmøde i København 13. september 2014. Spidskandidaterne var Uzma Ahmed Andresen (2. stedfortræder i København i 2015), Uffe Elbæk (valgt i København i 2015 og i 2019), Christian Poll (valgt i Nordsjælland i 2015), Ulla Sandbæk (valgt i Københavns Omegn i 2015), Josephine Fock (valgt i Østjylland i 2015, politisk leder februar–november 2020), Rune Peter Wingård (spidskandidat på Fyn i 2014–2015, derefter 4. stedfortræder i København i 2015), Torsten Gejl (valgt i Nordjylland i 2015 og i Østjylland i 2019), Niko H. Grünfeld (1. stedfortræder i Østjylland i 2015, kultur- og fritidsborgmester i København i januar–oktober 2018), Rasmus Nordqvist (valgt på Sjælland i 2015 og i 2019) og Anne Thomas (spidskandidat og 1. stedfortræder på Bornholm i 2015, viceborgmester i Bornholms Regionskommune i januar 2018–august 2019). 
Den mest kendte af spidskandidaterne, udover Uffe Elbæk, var Ulla Sandbæk som sad i Europa-Parlamentet i 1989-1994 for Folkebevægelsen mod EF og 1994-2004 for JuniBevægelsen.
Inden folketingsvalget i 2015 skete en rotation, således, at Roger Matthisen blev spidskandidat for Fyns storkreds, da Rune Peter Wingård i stedet valgte at stille op i København.
Den 23. februar 2015 meddelte partiet via det sociale medie Twitter, at det havde samlet de 20.260 vælgererklæringer, der skulle til for at kunne stille op til Folketinget.
I en medlemsundersøgelse, som partiet lavede i midten af 2014, fremgår det, at de fleste af de 1.396 medlemmer, som partiet havde på daværende tidspunkt, ved folketingsvalget 2011 stemte på Enhedslisten (28,8 %), de radikale (27,4 %) eller SF (20,8 %).
I december 2016 blev ungdomsorganisationen Alternativets Unge stiftet.

### I Folketinget
Ved folketingsvalget 2015 fik partiet 4,8 % af stemmerne og 9 mandater i Folketinget. Partiet blev en del af oppositionen i forhold til Regeringen Lars Løkke Rasmussen II, der blev dannet efter valget, men har indgået i forskellige politiske aftaler - den første allerede 29. juni 2015, hvor Alternativet indgik i en aftale om en ny BoligJobordning, også kendt som håndværkerdraget, der fremover i højere grad skulle øremærkes klima- og energiforbedringer.
Efter kritik af Josephine Fock meddelte Uffe Elbæk, Rasmus Nordqvist, Susanne Zimmer og Sikandar Siddique den 9. marts 2020, at de forlod partiet til fordel for at blive løsgængere. Dermed gik Alternativets folketingsgruppe fra fem til kun et enkelt medlem. D. 14. november 2020 trak Josephine Fock sig som leder af Alternativet. I februar 2021 blev Franciska Rosenkilde valgt som ny politisk leder for Alternativet.

### Risiko for at ryge under spærregrænsen
Folketingsvalget 2019 er blevet kaldt et klimavalg, eftersom klima var den vigtigste dagsorden for de danske vælgere ifølge Den Danske Valgundersøgelse. Den grønne dagsorden har været båret af en række partier herunder Frie Grønne, Alternativet og Grøn Alliance, der er en sammenslutning af partierne Veganerpartiet og De Grønne, men disse tre partier stod i meningsmålingerne sommeren 2022 ikke til at komme over spærregrænsen på 2 %, der skal til for at opnå valg til Folketinget. Derfor har der været debat, især på venstrefløjen, om hvorvidt disse tre partier burde fusionere. For at undgå stemmespild ved at fordele vælgerne på tre partier med en fælles grøn dagsorden har centrale klimaaktivister og -organisationer argumenteret for, at slå partierne sammen.
Alternativet selv forslog i august 2022, at Frie Grønne og Veganerpartiet burde blive en del af Alternativet, hvilket Frie Grønne afviste. Veganerpartiet dannede imidlertid Grøn Alliance sammen med De Grønne som et nyt samlende parti, men den model afviste både Alternativet og Frie Grønne.
Uffe Elbæk, der både var med til at starte Alternativet, som han igen forlod for at starte Frie Grønne, meldte selv ud få dage efter Alternativets udmelding, at han bakkede op om ideen for at undgå stemmespil. Den 16. september 2022 forlod Uffe Elbæk Frie Grønne for at genindmelde sig i Alternativet, hvilket udvidede Alternativets folketingsgruppe til to medlemmer.
Den 17.september genoptog Alternativets hovedbestyrelse Uffe Elbæk i partiet, og de 18. september blev han optaget i Alternativets folketingsgruppe.
D. 19. september 2022 annoncerede partiet sammen med Grøn Alliance, at Grøn Alliance fremover bliver en del af Alternativet for at "sikre den grønne fløj den stærkeste stemme i Folketinget".

## Partiets folketingsgruppe fra 2015
- René Gade (Vestjyllands Storkreds) - gruppeformand, ordfører for skat og god fordeling, ordfører for erhverv og iværksætteri, ordfører for it - og digitale frihedsrettigheder.
- Torsten Gejl (Nordjyllands Storkreds) - beskæftigelsesordfører, indenrigsordfører, cannabisordfører, socialordfører, ungeordfører.
- Roger Matthisen (Fyns Storkreds) - ordfører for et sammenhængende Danmark, for fiskeri, ordfører for Færøerne og Grønland, ordfører for bolig, ordfører for det tyske mindretal og Sydslesvig, ordfører for mobilitet og infrastruktur, samt for ligestilling og mangfoldighed, stedfortræder i UF.
- Rasmus Nordqvist (Sjællands Storkreds) - EU-ordfører, udenrigspolitisk ordfører, klimaordfører, freds- og forsvarsordfører, ordfører for Kunst og Kultur, LGBTQI-ordfører, medlem af OSCE PA.
- Ulla Sandbæk (Københavns Omegns Storkreds) - handicapordfører, kirkeordfører, udviklingsordfører, medlem af Europarådet PA, medlem af Paragraf 71 udvalget.
- Uffe Elbæk (Københavns Storkreds) - politisk leder
- Carolina Magdalene Maier (Københavns Storkreds) - politisk ordfører. Ordfører for idræt og folkeoplysning, børn og familier, samt undervisning.
- Christian Poll (Nordsjællands Storkreds) - miljøordfører, landbrugsordfører, fødevareordfører, ordfører for dyrevelfærd, ordfører for energi, bygninger og forsyning, medlem af Nordisk Råd, ordfører for vild nature, ordfører for grøn omstilling.
- Josephine Fock (Østjyllands Storkreds) - ordfører for frisætning i det offentlige, ordfører for finans og økonomi, ordfører for nye danskere og mennesker på flugt, ordfører for indfødsret og statsborgerskab, retsordfører, grundlovsordfører.

Fra 24.april 2016 er ligeledes Pernille Schnoor (Københavns Omegns Storkreds), oprindelig valgt for Socialdemokraterne, en del af Alternativets folketingsgruppe som ordfører for helbred og trivsel, herunder sundhed, psykiatri og ældre, ordfører for uddannelse og forskning, ordfører for erhvervsuddannelser, stedfortræder IPU.

## Partiprogram og politikudvikling
Alternativet ønsker en anden politisk kultur med en bedre tone i den politiske debat og et mere borgerinddragende demokrati og lægger vægt på økonomisk, social og miljømæssig bæredygtighed. Ifølge partiet skal dets politik give løsningen på tre store kriser: klimakrisen, empatikrisen og systemkrisen.
Alternativets første partiprogram blev vedtaget på partiets første årsmøde i Århus i efteråret 2013. Programmet var et resultat af 20 såkaldte "politiske laboratorier", hvor 700 borgere i løbet af foråret 2014 havde været med til at udvikle politikken. Ifølge partiet var det dermed verdens første 100 pct. crowdsourcede partiprogram. Programmet, som især fokuserer på miljø, kultur og økonomi, er blevet betegnet som radikalt, venstreorienteret og liberalt af Bjarne Steensbeck, politisk analytiker ved DR.

### Politiske laboratorier
Alle Alternativets politikområder udvikles gennem "politiske laboratorier". Det har i partiets opstart hovedsageligt været storkredsene og folketingskandidaterne, der stod for disse laboratorier, men alle medlemmer af Alternativet har ret til at igangsætte et politisk laboratorium om et givent emne. Formatet er ikke fast defineret, og et politisk laboratorium kan både bestå af workshops, arbejdsgrupper, mindre møder og andre former. Udkast fra de politiske laboratorier sendes videre til evt. beslutning i partiets Politisk Forum.

### Politisk Forum
Politisk Forum består af to medlemmer af hver storkreds, hovedbestyrelsen og den politiske ledelse, og man mødes mindst tre gange årligt. Politisk Forum kan vedtage eller afvise et indkommet forslag, eller de kan bede om at der arbejdes videre med forslaget, inden det tages op igen til revurdering. Hvis forslaget vedtages af Politisk Forum, indføres det i partiets officielle politik.

#### Holdning til borgerløn
Alternativet er tilhænger af borgerløn.

## Kritik

### Tanker om skattereform
I juli 2016 fortalte Uffe Elbæk i Politiken, at han på længere sigt ønskede at afskaffe skatten på arbejdsindkomst (indkomstskatten) helt, gerne indenfor de følgende 10-20 år. I stedet mente Elbæk, at disse skatteindtægter fremover burde komme fra beskatning af råstoffer og finansielle transaktioner. I samme artikel udtalte Otto Brøns-Petersen fra Cepos, at det ikke ville være muligt at få samme mængde penge ind fra en beskatning af ressourcer og fortjeneste, som man kan få i provenu fra indkomstskatten. I september 2016 trak Uffe Elbæk sit synspunkt tilbage og fortalte, at Alternativets skattepolitik gik ud på, at ressourcer og formuer skulle beskattes hårdere for at afhjælpe klimakrisen og den stigende ulighed og pengene herfra bruges til at sænke indkomstskatten, men at målet ikke var at fjerne alle indkomstskatter.

### Kortere arbejdstid
Alternativet er blevet kritiseret for et forslag om, at danskerne skal arbejde 7 timer mindre om ugen (så en normal arbejdsuge på fuld tid ændres fra 37 timer til 30 timer om ugen). Hensigten med forslaget er bl.a. at skabe et samfund, hvor folk er mindre plagede af stress og generelt har mere fritid. Tænketanken Kraka anslog i 2015 med en vis usikkerhed, at dette forslag ville betyde, at Danmarks bruttonationalprodukt ville blive 14 % eller 270 mia. kroner mindre, end det ellers ville være. Jens Hauch fra Kraka udtalte, at man ikke som økonom kan sige, om mere fritid eller mere velstand er bedst, men at det er vigtigt at være opmærksom på den forventede omkostning ved en sådan arbejdstidsnedsættelse. Professor i økonomi ved Aarhus Universitet Bo Sandemann Rasmussen sagde om forslaget til Jyllands-Posten, at forslaget ville medføre en "dramatisk ændring af hele den danske økonomi", og at de ville medføre et behov for "markante nedskæringer i den offentlige sektor."

## Organisation
Alternativet har en hovedbestyrelse med 9 medlemmer, der er på valg hvert andet år. Herunder Alternativets forperson, som siden august 2021 har været Trine Aslaug Hansen. Derudover har Alternativet 10 storkredse med tilhørende bestyrelser, knap 80 lokalforeninger (november 2017) og ca. 1.470 medlemmer (2022).

### Altivisten
I september 2016 lancerede Alternativet det digitale medie Altivisten som et led i partiets ambitioner om at være mere end blot et Christiansborg-parti. Mediet er borgerdrevet, hvorfor indlæg på Altivistens indhold skrives af borgere, virksomheder, organisationer og politikere - alle af forskellige synspunkter.

## Alternativet som bevægelse
Udover at være et politisk parti ønsker Alternativet også at være en (social) bevægelse. En social bevægelse består, ifølge adjunkt og forsker i sociale bevægelser, Silas Harrebye, af "mennesker der deler en kollektiv identitet, der bygger på social solidaritet og en fælles forståelse
af bestemte udfordringer.". Dette kommer til udtryk både i Alternativets manifest og vedtægter.

## Økonomi
I valgåret 2019 havde Alternativet såvel indtægter som udgifter for 12 mio. kr. Af sidstnævnte blev 2 mio. kr. angivet at gå til udgifter i forbindelse med folketings- og Europaparlamentsvalgene det år.
Af indtægterne kom 3½ mio. kr. fra medlemskontingenter, 5½ mio. kr. var offentlig partistøtte og ½ mio. kr. var bidrag fra organisationer, virksomheder og enkeltpersoner. Partiet modtog bidrag på over 20.900 kr. (grænsen for oplysningspligtige beløb) fra i alt tre bidragydere, nemlig to virksomheder og en privatperson.

## Politiske ledere
- 2013–2020: Uffe Elbæk
- 2020–2020: Josephine Fock
- 2020–: Franciska Rosenkilde

## Valghistorik

### Folketingsvalg
| Valg | Stemmer | Stemmer | Mandater |
| Valg | #       | %       | Mandater |
| ---- | ------- | ------- | -------- |
| 2015 | 168.788 | 4,8 %   | 9 / 179  |
| 2019 | 104.148 | 3,0 %   | 5 / 179  |
| 2022 | 119.641 | 3,3 %   | 6 / 179  |

## Ordførerskaber
| Navn                 | Område                                |
| -------------------- | ------------------------------------- |
| Franciska Rosenkilde | Politisk Leder - ingen ordførerskaber |
| Torsten Gejl         | Arbejdsmarked                         |
| Torsten Gejl         | Beskæftigelse                         |
| Torsten Gejl         | Cannabis                              |
| Torsten Gejl         | Energi                                |
| Torsten Gejl         | Forsyning                             |
| Torsten Gejl         | Handikap                              |
| Torsten Gejl         | Klima                                 |
| Torsten Gejl         | Modstand mod sorte anlægsprojekter    |
| Torsten Gejl         | Natur                                 |
| Torsten Gejl         | Politisk Ordfører                     |
| Torsten Gejl         | Rets                                  |
| Helene Brydensholt   | Dyrerettigheder                       |
| Helene Brydensholt   | EU                                    |
| Helene Brydensholt   | Familie                               |
| Helene Brydensholt   | Fødevarer                             |
| Helene Brydensholt   | Grønland                              |
| Helene Brydensholt   | Indfødsret                            |
| Helene Brydensholt   | Integration                           |
| Helene Brydensholt   | Landbrug                              |
| Helene Brydensholt   | Treparts                              |
| Helene Brydensholt   | Udlændinge                            |
| Sascha Faxe          | Fiskeri                               |
| Sascha Faxe          | Forsvar                               |
| Sascha Faxe          | Fred                                  |
| Sascha Faxe          | Færøerne                              |
| Sascha Faxe          | Kirke                                 |
| Sascha Faxe          | Kultur                                |
| Sascha Faxe          | Miljø                                 |
| Sascha Faxe          | Nordisk Samarbejde                    |
| Sascha Faxe          | Udenrigs                              |
| Sascha Faxe          | Udvikling                             |
| Christina Olumeko    | Børn                                  |
| Christina Olumeko    | Demokrati                             |
| Christina Olumeko    | Digitalisering                        |
| Christina Olumeko    | Finans                                |
| Christina Olumeko    | Forskning                             |
| Christina Olumeko    | Grundskole                            |
| Christina Olumeko    | Indenrigs                             |
| Christina Olumeko    | IT                                    |
| Christina Olumeko    | Kommunal                              |
| Christina Olumeko    | Ligestilling                          |
| Christina Olumeko    | Minoritet                             |
| Christina Olumeko    | Mobilitet                             |
| Christina Olumeko    | Penge                                 |
| Christina Olumeko    | Skat                                  |
| Christina Olumeko    | Transport                             |
| Christina Olumeko    | Uddannelse                            |
| Christina Olumeko    | Ungdomsuddannelser                    |
| Karin Liltorp        | Bolig                                 |
| Karin Liltorp        | Civilsamfund                          |
| Karin Liltorp        | Erhverv                               |
| Karin Liltorp        | Iværksætteri                          |
| Karin Liltorp        | Landdistrikter                        |
| Karin Liltorp        | Social                                |
| Karin Liltorp        | Sundhed                               |
| Karin Liltorp        | Psykiatri                             |
| Karin Liltorp        | Ældre                                 |
| Karin Liltorp        | Øer                                   |

| Navn                           | Område              |
| ------------------------------ | ------------------- |
| Benjamin Strand Andersen       | Etik                |
| Line Gessø                     | Sundhed             |
| Mette Bram                     | LGBT+               |
| Michael Monberg                | Dyrerettigheder     |
| Nanna Høyrup                   | Børne               |
| Nanna Høyrup                   | Familie             |
| Nanna Høyrup                   | Velfærdsuddannelser |
| Nikoline Erbs Hillers-Bendtsen | Unge                |
| Noah Sturis                    | IT & Tech           |

KILDE: "Ordførere". Alternativet. Hentet 17. marts 2025.{{cite web}}:  CS1-vedligeholdelse: url-status (link), 

## Partiets folketingsgruppe fra 2022
Efter Folketingsvalget 2022 har partiet seks medlemmer i Folketinget.

### Genvalgt
- Torsten Gejl (Østjyllands Storkreds).

### Nyvalgte
- Franciska Rosenkilde (Københavns Storkreds).
- Theresa Scavenius (Nordjyllands Storkreds).
- Sascha Faxe (Sjællands Storkreds).
- Helene Liliendahl Brydensholt (Nordsjællands Storkreds).
- Christina Olumeko (Københavns Storkreds).

Theresa Scavenius forlod Alternativet i 2023, men fortsatte som folketingsmedlem udenfor grupperne. 
Karin Liltorp tilsluttede sig Alternativet i 2025. Liltorp var oprindeligt valgt for Moderaterne. 